# Зимнягин, Василий Кузьмич
Василий Кузьмич Зимнягин (1913—1945) — капитан Рабоче-крестьянской Красной Армии, участник Великой Отечественной войны, Герой Советского Союза (1945).

## Биография
Родился 1 января 1913 года в деревне Мильдево (ныне — Меленковский район Владимирской области). После окончания четырёх классов работал на лесопункте. В июне 1941 года Зимнягин был призван на службу в Рабоче-крестьянскую Красную Армию. Окончил военно-политическое училище. С августа 1942 года — на фронтах Великой Отечественной войны. К январю 1945 года капитан Василий Зимнягин командовал батареей 1186-го истребительно-противотанкового артиллерийского полка 1-й ударной армии 2-го Прибалтийского фронта. Отличился во время боёв на территории Латвийской ССР.
5 января 1945 года батарея Зимнягина была атакована 12 немецкими танками у населённого пункта Пиенава Тукумского района. Бойцы батареи подбили 4 из них, но и сами потеряли 2 орудия. В бою Зимнягин получил тяжёлое ранение, бросился с гранатой к танкам противника, но был убит. Похоронен на воинском кладбище в посёлке Джуксте Тукумского края.

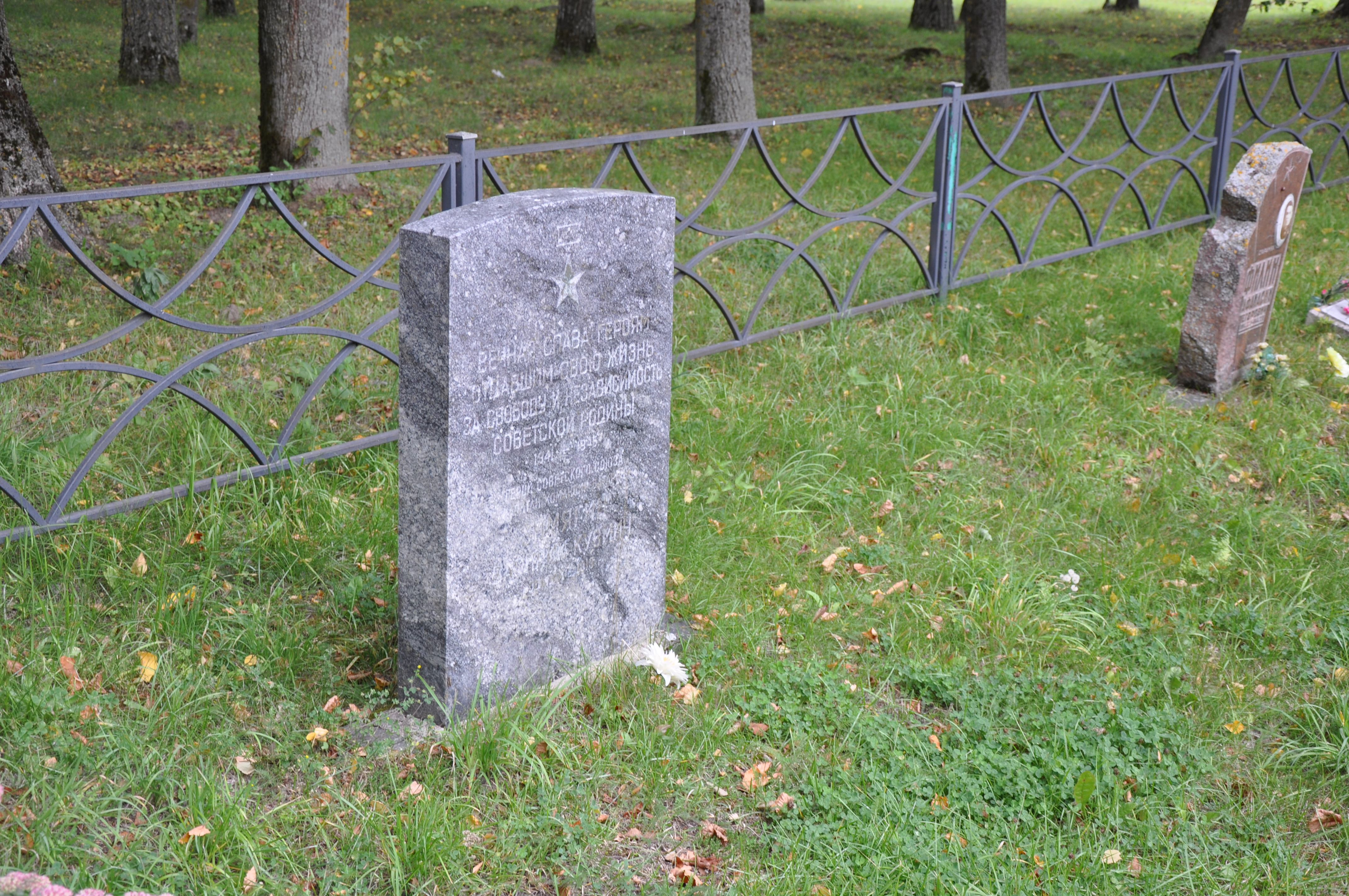
Могила Василия Зимнягина на братском кладбище Советской Армии в Джуксте

Указом Президиума Верховного Совета СССР от 29 июня 1945 года капитан Василий Зимнягин посмертно был удостоен высокого звания Героя Советского Союза. Был также награждён орденами Ленина и Отечественной войны 1-й степени, медалью.